# Наландиль Ханым-эфенди
Наланди́ль Ханы́м-эфе́нди (тур. Nalandil Hanım Efendi), также Наланыди́ль Ханы́м-эфе́нди (тур. Nalanıdil Hanım Efendi; 1829, Анапа — между 1863 и 1890, Стамбул) — супруга (икбал) османского султана Абдул-Меджида I, предположительно мать троих его детей.

## Биография
Наландиль родилась предположительно в 1829 году. По данным турецкого мемуариста Харуна Ачбы, родилась она на территории Анапы в семье натухайского князя Натыкху-бея Шипакуе. Турецкий историк Недждет Сакаоглу указывает, что Наландиль была черкешенкой без указания принадлежности к какому-либо черкесскому племени. Согласно Ачбе, помимо неё в семье был по меньшей мере ещё один ребёнок — дочь Тербие-ханым (ум. в 1902), которая служила казначеем в султанском гареме; после смерти Абдул-Меджида I Тербие покинула дворец и вышла замуж за некоего Халиль-бея.
В юном возрасте Наландиль была доставлена во дворец, где попала в услужение к одной из султанш. Наландиль стала женой Абдул-Меджида I в 1850 году. В тот день, когда она была представлена султану, на ней было платье «четыре юбки», по моде того времени спускавшееся до земли, украшенный рубинами пояс на талии и красная повязка на голове. Когда Абдул-Меджид увидел девушку, она ему очень понравилась, и через несколько дней он сделал её своей женой. По данным Ачбы, Наландиль носила титул третьей икбал. Однако Сакаоглу и турецкий историк Чагатай Улучай пишут, что на момент рождения детей она носила титул второй икбал, а когда Безмиара-ханым получила титул жены (кадын-эфенди), сама Наландиль стала главной икбал.
Через год после заключения брака, 12 декабря 1851 года, во дворце Чыраган Наландиль родила дочь Сениху-султан, а 20 марта 1853 года — сына Мехмеда Абдюссамеда-эфенди (Абдюльсамеда). Сакаоглу также называет дочерью Наландиль Шехиме (Шахиме)-султан, родившуюся в 1855 году и умершую в 1856 году. Сын Наландиль также умер в раннем детстве в мае 1854 года. Сениха-султан в 1876 году вышла замуж за сына каптан-ы дерьи Рифата-паши, Махмуда Джелаледдина; в браке с ним родилось двое сыновей: Мехмед Сабахаттин и Ахмед Лютфулла.
Наландиль Ханым-эфенди умерла от туберкулёза во дворце Ферие после длительного лечения, проведённого Касбано-беем, армянином по происхождению и членом медицинского меджлиса. Дата смерти Наландиль в различных источниках разнится: Ачба указывает 23 октября 1863 года, Сюррея — 1865 год, Алдерсон, ссылаясь на «Готский альманах», — 2 декабря 1890 года. Сакаоглу, ссылаясь на документы в архиве дворца-музея Топкапы, датированные 1858–1875 годами, которые могут толковаться так, что Наландиль не было в живых на момент свадьбы её дочери Сенихи, делает вывод, что она умерла в 1875–1876 годах.
Согласно Ачбе, жалование, которое ранее получала Наландиль, было передано её дочери Сенихе. Наландиль была похоронена в мавзолее Мурада V или же в другом мавзолее Новой мечети рядом с жёнами Абдул-Меджида I — предположительно, в тюрбе Джедит-Хаватин.